# Gostilje
Gostilje (serbisch-kyrillisch Гостиље) ist ein Bergdorf im Westen Serbiens im Okrug Zlatibor mit 242 Einwohnern (2011). Es liegt in einem Talkessel auf 873 m Höhe. Knapp einen Kilometer nordnordwestlich des Dorfzentrums liegt der rund 20 Höhenmeter überbrückende Gostiljer Wasserfall (Gostiljski vodopad). Das Dorf gehört zur Opština Čajetina.

## Demographie
Laut Zensus von 2002 gesellt sich ein einzelner Montenegriner zu dem ansonsten nur von Serben bewohnten Dorf. Die Bevölkerung ist seit dem Ende des II. Weltkriegs beständig zurückgegangen.
| Zensusjahr | Einwohner | Bemerkungen /Referenzen |
| ---------- | --------- | ----------------------- |
| 1871       | 771       | [ 2 ]                   |
| 1948       | 1286      | [ 3 ]                   |
| 1953       | 1294      | [ 3 ]                   |
| 1961       | 1140      | [ 3 ]                   |
| 1971       | 837       | [ 3 ]                   |
| 1981       | 627       | [ 3 ]                   |
| 1991       | 480       | [ 3 ]                   |
| 2002       | 344       | [ 3 ]                   |
| 2011       | 242       | [ 3 ]                   |

## Töchter und Söhne der Stadt

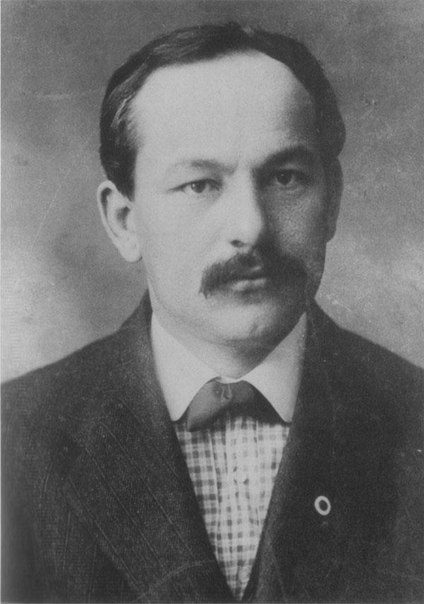
Dimitrije Tucović, Vordenker des Sozialismus auf dem Westbalkan

- Dimitrije Tucović (1881–1914), sozialistischer Intellektueller